# Ariel Schlesinger
Ariel Schlesinger (geboren 1980 in Jerusalem) ist ein israelischer Künstler, dessen konzeptioneller Schwerpunkt zurzeit auf der Kunstform Rauminstallation liegt. In diesen Installationen verfremdet er Alltagsgegenstände so, dass sie beim Betrachten ungewohnte Assoziationsketten erzeugen, die durchaus sowohl humorvoll sind, als auch eine latente Bedrohlichkeit erzeugen können.

## Leben und Werk
Von 1999 bis 2003 studierte Ariel Schlesinger an der Jerusalemer Bezalel Academy of Arts and Design und an der School of Visual Arts in New York. Zurzeit lebt und arbeitet er in Berlin. Er erhielt Stipendien für Aufenthalte in Deutschland, Frankreich, Italien und Japan. 2012 gewann er für seine Installation A Car Full of Gas den von der Versicherungsgruppe VHV ausgelobten Preis „VHV-Künstler des Jahres“, dotiert mit 25.000 Euro.
Seine Rauminstallationen, auch als Rauminterventionen bezeichnet, bestehen aus verschiedenen Alltagsgegenständen, wie einem Auto, Propangasflaschen, Fahrrädern, Feuerzeugen, Bleistiften, Papier und Socken. Diese Gegenstände arrangiert und kombiniert er auf unterschiedliche Weise und verfremdet dadurch die üblichen alltäglichen Zusammenhänge dieser Gegenstände, sodass überraschende Assoziationen beim Betrachten entstehen können. Seine Arbeit A Car Full of Gas besteht beispielsweise aus einem alten Auto vom Typ Mini in dem keine Menschen sitzen, sondern zwei 60-Liter-Propangasflaschen. An einer Seitenscheibe brennt eine kleine Flamme. Was dieses Arrangement bedeutet, auch im Zusammenhang mit der Herkunft des Künstlers, bedarf keiner weiteren Erklärung. Ariel Schlesingers künstlerisches Konzept beruht also auf der Erzeugung von humorvollen und gleichzeitig bedrohlich erscheinenden Wirkungen.
2017 hat Ariel Schlesinger den Wettbewerb für ein Kunstwerk in Frankfurt/Main gewonnen, das vor dem sanierten und erweiterten dortigen jüdischen Museum im September 2019 aufgestellt wurde. Der Entwurf skizziert eine etwa 11 Meter hohe Skulptur aus zwei Bäumen, deren Kronen verbunden sind, wobei der eine Baum im Himmel, der andere in der Erde wurzelt. Die Kosten für das Kunstwerk sollen 350.000 Euro betragen und werden zum größten Teil von der Familie Rothschild getragen.

## Ausstellungen (Auswahl)
Neben mehreren Gruppenausstellungen hatte Ariel Schlesinger seit 2003 auch zahlreiche Einzelausstellungen. Zunächst in Israel, dann aber auch in Italien, Deutschland, Belgien der Schweiz, Slowenien und Frankreich.
- 2003: Museum of Contemporary Art, Herzlia
- 2005, 2009, 2013, 2014 und 2016: Dvir Gallery, Tel-Aviv
- 2007: Galleria Klerkx, Mailand
- 2008, 2010 und 2014: Galerija Gregor Podnar, Berlin und Ljubljana
- 2011: Musée du Chateau de Montbeliard, Montbéliard und Kunstverein Braunschweig
- 2012: Yvon Lambert, Paris; Sint-Lukasgalerie, Brüssel und Künstlerhaus Bremen
- 2014: Kunsthaus Baselland, Muttenz (seine bisher umfangreichste Einzelausstellung)
- 2015: Galleria Massimo Minini, Brescia